# Qingyuan
Qingyuan, antigament romanitzada com Tsingyun, és una ciutat a nivell de prefectura al nord de la província de Guangdong, a la República Popular de la Xina, a la vora del riu Bei o riu del Nord. Segons el cens del 2020, la seva població total era de 3.969.473 habitants, dels quals 1.738.424 vivien a l'àrea urbanitzada (o metropolitana) formada pels districtes urbanitzats de Qingcheng i Qingxin. La llengua parlada principal és el cantonès.
Amb una superfície de 19.015 km², Qingyuan és la prefectura de Guangdong amb la major superfície, i limita amb Guangzhou i Foshan al sud, Shaoguan a l'est i nord-est, Zhaoqing al sud i sud-oest, i la província de Hunan i la Regió Autònoma Guangxi Zhuang al nord. El nucli urbà està envoltat de muntanyes, però està connectat directament amb Guangzhou i el delta del riu Perla per la carretera 107.

## Història
Qingyuan va ser una prefectura durant les dinasties del Nord i del Sud. Tanmateix, l'estatus d'administració de Qingyuan va ser rebaixat a comtat el desè any de l'era Kaihuang de la dinastia Sui (590 d.C.). Des de llavors, fins a la formació de la República de la Xina el 1912, Qingyuan estava governada per la prefectura de Guangzhou (廣州府).
Sota els Qing, la zona era coneguda com el comtat de Qingyuan. Més tard va ser promoguda a ciutat a nivell de prefectura.

## Geografia
La seva àrea urbana es troba just al nord del tròpic de Càncer, a uns 60 km de l'àrea urbana de Guangzhou i a 200 km tant de Hong Kong com de Macau. La seva àrea de més de 19.000 km² representa el 10,6% de l'àrea provincial total. Qingyuan conté part del sud de Nan Ling, i més de la meitat de la seva superfície és muntanyosa. Les prefectures frontereres són Guangzhou i Foshan al sud-est, Zhaoqing al sud-oest, Shaoguan al nord i nord-est, Hezhou (Guangxi) a l'oest, i Yongzhou i Chenzhou (Hunan) al nord.

### Clima
Qingyuan té un clima subtropical humit influït pel monsó, amb una temperatura mitjana anual de 20,7 °C, 1.900 mm de pluja, 1662,2 hores de sol i un període sense gelades de 314,4 dies.